# Batman Begins
Batman Begins (titulada Batman inicia en Hispanoamérica) es una película de superhéroes británica-estadounidense de 2005 basada en el personaje Batman de DC Comics, dirigida por el cineasta inglés Christopher Nolan, escrita por Nolan y David S. Goyer y protagonizada por Christian Bale, Michael Caine, Liam Neeson, Katie Holmes, Gary Oldman, Cillian Murphy, Tom Wilkinson, Rutger Hauer, con Ken Watanabe y Morgan Freeman. La película reinicia la serie fílmica de Batman, contando la historia de origen del personaje principal, desde el miedo inicial a los murciélagos de su alter ego Bruce Wayne, pasando por la muerte de sus padres y su viaje para convertirse en Batman, hasta su lucha para evitar que Ra's al Ghul y el Espantapájaros destruyan Gotham City. Se inspira en líneas argumentales de cómics clásicos como El hombre que cae, Batman: año uno y Batman: The Long Halloween.
Después de una serie de proyectos fallidos para resucitar a Batman en la pantalla luego del fracaso crítico y comercial de Batman y Robin (1997), Nolan y David S. Goyer comenzaron a trabajar en la película a principios de 2003 y apuntaron a un tono más oscuro y realista, tomando como base la humanidad y el realismo. El objetivo era que a la audiencia le importaran ambas facetas del personaje. La cinta, que fue principalmente rodada en Islandia y Chicago, se realizó a base de acrobacias tradicionales y modelos a escala con un uso mínimo de imágenes generadas por computadora.
Batman Begins se estrenó el 17 de junio de 2005, en 3858 salas de cine de Estados Unidos y Canadá. Recaudó más de 48 millones de dólares en su primer fin de semana en Norteamérica, obteniendo finalmente más de 374 millones de dólares mundialmente. Recibió tanto la aceptación del público como de los críticos, que la destacaron como una de las mejores películas de superhéroes. Los críticos notaron que el miedo fue un tema común en la trama y acogieron favorablemente el tono más oscuro de la película en comparación con las producciones anteriores sobre el superhéroe. Estuvo nominada a un Óscar a la mejor fotografía y tres premios BAFTA.
Dado su éxito en taquilla, la película tuvo dos secuelas: The Dark Knight (2008) y The Dark Knight Rises (2012), formando un arco argumental continuo conocido como la trilogía de The Dark Knight.

## Argumento
De niño, mientras juega con su amiga Rachel Dawes (Emma Lockhart), Bruce Wayne (Gus Lewis) se cae a un pozo seco, donde una bandada de murciélagos lo ataca, ocasionando que desarrolle un profundo miedo a estos animales en particular. Poco después es rescatado por su padre Thomas (Linus Roache), que lo cuida y le sana su brazo fracturado por la caída. Posteriormente mientras mira una ópera con sus padres, el muchacho se asusta por los actores disfrazados de murciélagos y pide irse. Afuera, un desesperado ladrón llamado Joe Chill (Richard Brake) asalta a la familia, matando a ambos padres y quedando el joven bajo la custodia del mayordomo de la familia, Alfred Pennyworth (Michael Caine). Durante el sepelio de sus padres, Bruce siente ira y se culpa por la muerte de sus padres, ya que de no haber pedido que se fueran, jamás se habrían encontrado con Chill, quien poco después del crimen es arrestado.
Catorce años después, Chill queda libre a cambio de declarar contra el jefe de la mafia de Gotham City, Carmine Falcone (Tom Wilkinson). Un adulto Bruce (Christian Bale), quien había vuelto de la Universidad de Princeton, va a la audiencia pretendiendo matar a Chill como venganza, pero la mafia se le adelanta. Al enterarse de que Bruce tenía otro propósito en mente, una adulta Rachel (Katie Holmes) se enoja con él por intentar socavar al sistema jurídico, aunque este fuera corrupto, sabiendo que Falcone había sobornado al juez para poder asesinar a Chill y que a su vez Falcone creaba más delincuencia teniendo devastada la ciudad; con esto Rachel hace sentir a Bruce culpable, diciéndole que su padre estaría avergonzado. Luego lo lleva a confrontar a Falcone en un club nocturno, donde este último demuestra que el verdadero poder se obtiene a través del miedo y le explica que en lo que respecta a la naturaleza criminal, Bruce es un ignorante y Falcone lo echa de su club. Bruce decide recorrer el mundo, aprendiendo nuevas habilidades para confrontar la injusticia. En Extremo Oriente, Bruce comienza a entender la mente de los criminales hasta que es detenido por las autoridades chinas por robar, irónicamente, un cargamento de las Empresas Wayne. En una cárcel en Bután tras ser encerrado en el calabozo luego de golpear a varios reos, conoce a Henri Ducard (Liam Neeson), quien ofrece entrenarlo como un miembro de la Liga de las Sombras, liderada por Ra's al Ghul. A su salida de la cárcel, Wayne se encamina a la cima de la montaña para comenzar su entrenamiento con la Liga de las Sombras, tal y como le indicó Ducard, lleva consigo una rara especie de amapola azul. Es llevado con Ra's Al Ghul (Ken Watanabe), el hombre más poderoso de esas tierras, el cual le ordena a Henri ayudar a Wayne para combatir el mal. Durante el entrenamiento comparte charlas filosóficas con Ducard. Bruce aprende en los entrenamientos cómo enfrentarse a 600 hombres, camuflarse y finalmente superar su fobia a través de un inhalante hecho a partir de la amapola azul.
Después de completar su entrenamiento muy pronto gracias a su fortaleza y dominar sus miedos, Ra's Al Ghul le da una última prueba a Bruce; asesinar a un ladrón, para entrar a la misteriosa orden conocida como la Liga de las Sombras, pero este se niega a hacerlo ya que es una decisión muy drástica para demostrar su entrega a la justicia. Bruce se entera de que la Liga intenta destruir Gotham City, creyendo que es corrupta e imposible de salvar, como la organización ya había hecho con otras ciudades a través de la historia; se niega a participar de la cruzada, lo que causa una batalla y un incendio que quema el templo de la Liga. Los escombros caídos matan a Ra's, mientras Bruce salva a un Ducard inconsciente que estaba en peligro de caer por un acantilado.
Poco después, vuelve a Gotham City y se encuentra con una ciudad aun sumergida en el crimen, dirigido por Falcone. Vuelve a ocupar su lugar dentro de Empresas Wayne y comienza una carrera para combatir la corrupción del sistema judicial y policial. Para ello, construye una base en las cuevas infestadas de murciélagos bajo los cimientos de la Mansión Wayne y se interesa por la compañía de su familia, Wayne Enterprises, que maneja el inescrupuloso presidente William Earle (Rutger Hauer), quien tras dar a Bruce por muerto en sus 7 años de ausencia planea cotizar la compañía en la bolsa de valores. Mientras tanto Bruce se alía al mejor científico y ex-directivo de la compañía, Lucius Fox (Morgan Freeman), quien le presenta a Bruce varios prototipos tecnológicos, incluyendo un vehículo todoterreno conocido como el Acróbata, que es capaz de saltar puentes el cual Bruce pide llevarse en color negro, además de ello le proporciona un traje protector de nomex y kevlar junto con un arnés para obreros del mismo material, el cual Wayne usa para colgarse del cinturón, y un prototipo de capa parecido a un paracaídas, que se extiende dejando pasar una corriente eléctrica por ella, además de una capucha de murciélago hecha de un material basado en el grafito traída de Singapur y Japón. Con todos estos equipos, Bruce toma cada uno de estos artefactos junto con el armamento necesario para realizar unas modificaciones a las mismas para usarlas y tomar la identidad del vigilante protector llamado «Batman». A su vez se alía con el Sargento James Gordon (Gary Oldman), el cual trabaja en el departamento de policía de Gotham City, siendo uno de los pocos policías justos y honestos que quedan. Luego recurre a su amiga Rachel, ahora asistente del fiscal del distrito. Así, intercepta un cargamento de droga y al mismo Falcone en el lugar y le provee a Rachel, a quien salva de ser asesinada, evidencia contra Falcone, permitiéndole al honesto Sargento Gordon arrestar al mafioso previamente intocable. Para evitar que sepan que él es Batman, Alfred, su mayordomo, le aconseja que finja adoptar la personalidad de un playboy multimillonario. Tras la captura de Falcone, el comisionado Loeb también ordena al resto de la policía de Gotham City que capturen a Batman por ser un vigilante no autorizado por la ley.
Falcone y sus ayudantes son juzgados y encarcelados, pero Falcone teniendo en su nómina al Dr. Jonathan Crane (Cillian Murphy), un corrupto psicofarmacólogo, hace que este declare a Falcone mentalmente incapacitado para que lo juzguen y lo transfiere al Asilo Arkham, del que es el administrador. Cuando el mafioso amenaza con revelar que ha estado importando una droga alucinógena inductora del miedo para los empleadores del doctor, este último lo expone a ella usando una máscara de arpillera, provocándole un trastorno que se manifiesta como miedo al «Espantapájaros». Mientras investiga a Crane, Batman se ve expuesto al mismo alucinógeno y queda incapacitado. Sin embargo, Alfred lo salva y le suministran un antídoto que Fox había sintetizado y desarrollado a partir de su propia sangre, permitiéndole a Bruce recuperarse tres días después del ataque. Mientras tanto en el Asilo Arkham, Rachel acusa al doctor de corrupción y este revela que ha estado vertiendo la sustancia en el suministro de agua de la ciudad. Luego le da una dosis concentrada de esto a la joven, dejándola en peligro de muerte, pero Batman entra en escena, por lo que Crane les dice a los matones que llamen a la policía pensando que los ayudaría a escapar, pero se equivocan ya que Batman los detiene a todos fácilmente. Cuando sólo queda Crane le rocía su propia droga y mientras está bajo los efectos de la droga Batman le pregunta para quién trabaja, a lo que Crane responde que trabaja para Ra's Al Ghul, pero Batman le dice que él está muerto y que le diga la verdad, pero finalmente Batman no consigue obtener nada de Crane y lo deja inconsciente. Sin embargo, la policía pronto llega al lugar y rodean el edificio para arrestar al hombre murciélago, pero también capturan al Dr. Crane en el proceso y a sus ayudantes, mientras que Batman por otro lado, ayudado por Gordon, rescata a Rachel y lidera una persecución destructiva a través de Gotham City en el Acróbata para escapar de la policía. Más tarde, le administra el antídoto a Rachel y la deja con dos frascos del mismo, uno para inmunizar a Gordon y el otro para producción en masa. Después del arresto de Crane, el sargento se entera por medio de unos operadores del lugar de que toda la red de suministro de agua de la ciudad esta contaminada con la sustancia y que habían trabajado durante semanas, en eso Gordon pregunta por qué no sienten los efectos de la droga y los técnicos le revelan de que en mientras este en estado líquido es completamente inofensivo y que para que sea dañino debía ser inhalado en el aire.
Durante su trigésima fiesta de cumpleaños en la mansión Wayne, Bruce es confrontado por Ducard, quien se revela como el verdadero Ra's al Ghul (revelando que el que murió en el incendio era sólo un señuelo) junto con un sobreviviente grupo de la Liga de las Sombras. Fingiendo ebriedad, Bruce decide ahuyentar a sus invitados para que estén a salvo del peligro inminente. En eso, Ra's revela que empleó a Crane y robó un emisor de microondas de Wayne Enterprises y que planea usarlo para vaporizar el suministro de agua contaminado con la droga y así causar histeria y violencia, destruyendo a Gotham City. Los hombres de Ra's incendian la mansión Wayne, sin embargo, Alfred rescata a Bruce, poniéndose a salvo en la Baticueva antes de que el fuego envuelva la edificación. Al iniciar el plan de la Liga de la Sombras, Batman llega a la parte de la ciudad conocida como los Estrechos para ayudar, y le dice a Gordon los planes de la Liga de destruir la ciudad llevando el emisor de microondas a la torre Wayne y evaporar toda el agua de la ciudad para que el veneno cubra la ciudad por completo. Para detener este plan, le entrega las llaves del Acróbata a Gordon para que destruya las vías del tren que lleva dentro el emisor de microondas. Crane (ahora conocido como el Espantapájaros) es puesto en libertad por los miembros de la Liga, liberando además a todos los psicópatas del Asilo Arkham y va tras Rachel (quien ya es inmune gracias al antídoto). Esta vez, la fiscal logra ahuyentarlo con su arma de electrochoque. Batman ve cómo se desata el caos en Gotham City y en medio de una nube de alucinógeno rescata a Rachel junto a un pequeño niño perdido (con quien Batman se había visto anteriormente y le había obsequiado una de sus herramientas), de una muchedumbre de criminales afectada y liderada por Victor Zsasz e indirectamente le revela su identidad, dejándole una clave para que Rachel lo deduzca diciendo: "No es quien seas en el interior, tus actos son los que te definen"; Rachel comprende el mensaje y descubre que el enmascarado es en realidad Bruce Wayne. Luego, Batman se dispone a perseguir al villano hasta un monorriel con el emisor de microondas, que se dirige el suministro central de agua de la ciudad ubicado en la torre Wayne. En medio del combate entre Batman y Ra's, el murciélago consigue quitarse al villano del medio por unos momentos y se dirige a los controles del monorriel. Sin embargo, Ra's lo ataca por la espalda, lo que provoca que la palanca de frenos se dañe y deje el monorriel sin frenos y que siga su recorrido ahora fuera de control. Finalmente, Ra's consigue dominar a Batman y le menciona que sólo es un hombre ordinario con una capa y que por eso no puede combatir la injusticia y no podrá detener el monorriel fuera de control; sin embargo, Batman le responde a Ra's diciendo que su plan no consistía en detener el monorriel en primer lugar: resulta que, en realidad, Gordon se lleva el Acróbata a petición de Batman y usa los cañones del vehículo para destruir los pilares de la sección del riel y así descarrilar el monorriel del camino hacia a la Torre Wayne. Al ver este acto osado por parte de Batman, Ra's se queda sorprendido del engaño, lo cual le da una ventana de oportunidad a Batman de dominar a Ra's y usa la misma frase que usó en su entrenamiento previamente: "¡No aprendiste a mirar a tu alrededor!". Estando ya derrotado en el suelo, Ra's le asegura a Bruce que al fin entendió lo que se necesita para combatir la injusticia, sin embargo Bruce le menciona a Ra's que no va matarlo como dicta el código de la Liga de las Sombras, pero tampoco lo salvará esta vez, por lo que rápidamente rompe los cristales de las ventanas y parte la sección del tren en dos, saliendo planeando desde el vagón de tren con su capa y dejando que la parte frontal del tren avance fuera de control con Ra's en el interior y finalmente este último muere con el choque y con la posterior explosión del tren y el emisor de microondas, logrando salvar a la ciudad.
Al día siguiente, mientras conduce por la ciudad, Alfred le anuncia a Bruce que en el periódico local, Batman se convierte en un héroe ante la opinión pública en la primera plana y que en el caso de Bruce aparece un artículo sobre él en la página 8 del periódico donde lee el título: "Multimillonario ebrio quema su casa", esto para encubrir el incidente de Ra's al Ghul y la Liga de la Sombras en su mansión. Por otro lado, también obtiene una participación mayoritaria en las ahora cotizadas Wayne Enterprises, despidiendo a Earle en el proceso y reemplazándolo por Lucius Fox como presidente de la junta directiva. Momentos después, Bruce regresa a las ruinas de su mansión donde sella el pozo por el que se cayó de pequeño y para ocultar la ubicación exacta de la Baticueva; en eso Rachel aparece y le pide una disculpa por todo lo que le dijo en el pasado cuando Chill murió, ya que en ese entonces le dijo cosas terribles, pero Bruce le menciona que no tiene porque hacerlo, ya que lo que le dijo en su momento fue verdad y que fue muy cobarde por su parte al intentar usar un arma para buscar venganza, pero aun así Rachel le menciona que ahora los criminales de Gotham City le temen a su nuevo trabajo como héroe, pero que mientras el sea el vigilante, no podrán estar juntos; aun así, no pierde la esperanza de estar juntos cuando todo termine y Bruce le da un beso a la vez que se despide, prometiendo volver a reconstruir la mansión a como era antes. Justo cuando Rachel se retira, Alfred le menciona en tono sarcástico que si está pensado en reconstruir la mansión nuevamente le sugiere mejorar los cimientos del ala sureste de la mansión, a lo que Bruce le comenta en tono burlesco que lo pensará. Al caer la noche, el sargento Gordon —ahora ascendido a Teniente— le muestra a Batman la Batiseñal y le menciona además que, gracias a las acciones previas del hombre murciélago, los policías corruptos de Gotham City escaparon de la ciudad y no han atrapado a ninguno de los jefes de la mafia, además de que los estrechos de Gotham City son un caos y que tampoco no han podido recapturar a Crane ni a la mitad de los reclusos que se fugaron del Asilo Arkham previamente. Pero Batman le menciona que no se preocupe por eso, ya que ellos los atraparán en su debido momento y que la ciudad aun puede salvarse; además, Gordon le menciona al murciélago sobre qué sucederá con el armamento, ya que según Gordon, la policía usan armas semi-automáticas y los criminales compran armas automáticas y mientras la policía usa chalecos de kevlar para protegerse, los criminales consiguen balas perforadoras para atravesar el blindaje y que el murciélago deambula por las calles de la ciudad y vuela por los edificios asechando a los criminales y ahora aparece un nuevo criminal que anda suelto por la ciudad, el cual tiene un historial reciente de robo a mano armada, doble homicidio y cierto gusto por la teatralidad (como Batman) y que deja sus tarjetas de presentación con cartas de comodín en las escenas de los crímenes. Ante este nuevo elemento, el enmascarado compromete a investigarlo y desaparece en la noche, aunque antes de retirarse, Gordon le menciona que jamás le agradeció por su ayuda, a lo que Batman inmediatamente le responde: "Y nunca deberá hacerlo". Momentos después, el hombre murciélago se retira de la zona planeando con su capa.

## Reparto
- Christian Bale como Bruce Wayne / Batman: Un industrial multimillonario cuyos padres fueron asesinados por un ladrón cuando tenía ocho años, y recorrió el mundo por varios años buscando los medios para combatir la injusticia antes de regresar a Gotham City, convirtiéndose en un vigilante y protector nocturno con aspecto de murciélago. Antes de que Bale fuera elegido el 11 de septiembre de 2003,[6] habiendo expresado interés en el papel desde que Darren Aronofsky anunciara su propia adaptación cinematográfica,[7] Eion Bailey, Henry Cavill, Billy Crudup, Hugh Dancy, Jake Gyllenhaal, Joshua Jackson, Heath Ledger, David Boreanaz y Cillian Murphy también estaban interesados en el papel.[6][8][9] Amy Adams sirvió como lectora para la elección de Bruce Wayne/Batman como favor al director de casting.[10] En su audición, Bale usó el Batitraje —excepto por la capa, que se había perdido— que Val Kilmer había donado después de la filmación de Batman Forever de 1995.[11] Bale, en aquel entonces poco conocido, sentía que las películas anteriores habían disminuido al personaje de Batman, y exagerado a los villanos en su lugar.[12] Para representar mejor al personaje, estudió novelas gráficas e ilustraciones del superhéroe.[13] El director dijo que el actor tenía «el balance exacto de luz y oscuridad que estamos buscando».[14] Goyer dijo que mientras algunos actores podrían interpretar a un gran Bruce Wayne o un gran Batman, Bale pudo retratar ambas personalidades radicalmente diferentes,[15] aunque este describió el papel como interpretar a cuatro personajes: la personalidad furiosa de Batman; la fachada del mujeriego superficial que Bruce usa para desviar sospechas; el joven vengativo; y el Bruce mayor y más enojado que está descubriendo su propósito en la vida.[16] El desagrado de Bale por su disfraz, que se calentaba regularmente, lo ayudó a lograr el mal humor necesario para el papel. Dijo: «Batman debe ser feroz, y te conviertes en una bestia en ese traje, como Batman debe ser; no un hombre en un traje, sino una criatura diferente».[13] Ya que había perdido una gran cantidad de peso en preparación para su papel en El maquinista (2004), Bale contrató a un entrenador personal para ayudarlo a aumentar 45 kg en un lapso de solo unos meses y así a prepararse físicamente para el papel. Primero aumentó mucho más del peso requerido y surgió la preocupación sobre si iba a verse correctamente para el papel. El actor reconoció que su enorme físico no era apropiado para Batman, quien depende de la velocidad y estrategia, así que perdió el exceso de peso para el momento en que el rodaje inició.[15]

- Gus Lewis como el joven Bruce Wayne.

- Michael Caine como Alfred Pennyworth: El confiable mayordomo de los padres de Bruce, quien continúa con su leal servicio a su hijo después de sus muertes como su confidente más cercano. Nolan sintió que Caine interpretaría efectivamente al elemento de padre adoptivo del personaje.[15] Aunque Alfred es retratado en la película como un servidor de la familia Wayne por generaciones, Caine creó su propio pasado, en el cual antes de convertirse en mayordomo de los Wayne, sirvió al Servicio Aéreo Especial. Después de quedar herido, Thomas Wayne lo invitó a la posición del mayordomo de la familia, ya que «quería un mayordomo, pero a alguien más fuerte que eso».[18]
- Liam Neeson como Henri Ducard / Ra's al Ghul: Un hombre misterioso que entrena a Bruce en las artes marciales, inicialmente haciéndose pasar por un servil miembro de la Liga de las Sombras, pero luego revela que es el verdadero Ra's al Ghul, líder de dicho grupo, y que usaba el nombre «Ducard» como un seudónimo para ocultar su identidad. El guionista David Goyer dijo que sintió que era el más complejo de todos los villanos de Batman, comparándolo con Osama bin Laden; «no está loco del modo en que lo están todos los otros villanos de Batman. No está sediento de venganza; en serio trata de curar el mundo. Sólo está haciéndolo por medios muy draconianos».[19] Gary Oldman fue la primera opción para el papel, pero terminó interpretando a James Gordon en su lugar.[20] Guy Pearce, que había colaborado con el director en Memento (2000), informó que ellos tuvieron discusiones sobre darle el papel, pero ambos decidieron que era muy joven para interpretarlo.[21] Neeson interpretó numerosos papeles como mentor, así que la revelación de que su personaje era el villano principal pretendía impactar a los espectadores.[15]
- Katie Holmes como Rachel Dawes: La amiga de la infancia y el interés amoroso de Bruce, que trabaja como la asistente del Fiscal del Distrito de Gotham City, combatiendo la corrupción en la ciudad. Nolan encontró una «calidez tremenda y gran atractivo emocional» en Holmes, y también sintió que «tiene una madurez más allá de su edad que se percibe en la película y fue central en la idea de Rachel como una especie de consciencia moral de Bruce».[22]
- Emma Lockhart como la joven Rachel Dawes.
- Gary Oldman como el Sgto. James Gordon: Uno de los pocos oficiales de policía de Gotham City incorruptibles, quien estaba en servicio la noche del asesinato de los padres de Bruce y, de este modo, comparte una afinidad especial con el joven de adulto y así también con Batman. Oldman fue la primera opción del cineasta para Ra's al Ghul,[20] pero cuando Chris Cooper rechazó el papel de Gordon para pasar tiempo con su familia,[23] decidió que sería refrescante para Oldman, quien es famoso por sus interpretaciones de villanos, tener este papel en su lugar.[24] «Yo encarno los temas de la película, que son los valores de la familia, el coraje y la compasión y un sentido de lo correcto y lo incorrecto, el bien y el mal y la justicia», dijo Oldman de su personaje. Rodó la mayoría de sus escenas en Gran Bretaña.[25] Goyer dijo que el actor se parecía mucho a Gordon como David Mazzucchelli lo dibujó en Batman: año uno.[15]
- Cillian Murphy como el Dr. Jonathan Crane / El Espantapájaros: Un corrupto psicofarmacólogo trabajando como jefe administrativo del Asilo Arkham, que está desarrollando una toxina inductora del miedo a partir de una flor que crece en el santuario de Ra's al Ghul. El doctor adopta una personalidad basada en una máscara de gas de arpillera que usa durante sus experimentos, en los cuales usa a sus pacientes como conejillos de Indias. Mientras, trabaja con Ra's para contrabandear los ingredientes de su droga a Gotham usando a Carmine Falcone. Nolan decidió que Murphy no interpretara a Batman, antes de elegirlo como el Espantapájaros.[26] El actor leyó numerosos cómics con el villano, y discutió con el director que el personaje se viera menos teatral. Murphy explicó: «Quería evitar la apariencia de Worzel Gummidge, porque él no es un hombre muy imponente físicamente; está más interesado en la manipulación de la mente y lo que eso puede hacer».[27]
- Tom Wilkinson como Carmine Falcone:[28] El jefe de la mafia más poderoso en Gotham, que compartió una celda de prisión con Joe Chill luego de que este último matara a los padres de Wayne. Asesina a Chill cuando este decide declarar contra su persona. Luego, negocia con el Dr. Jonathan Crane y Ra's al Ghul entrando de contrabando las toxinas del miedo del doctor mediante sus cargamentos de droga en el transcurso de varios meses, para que puedan mezclarse con el suministro de agua de la ciudad.
- Rutger Hauer como William Earle:[28] El director ejecutivo de Wayne Enterprises que introduce a la compañía en la bolsa durante la larga ausencia de Bruce.
- Morgan Freeman como Lucius Fox: Un empleado de Wayne Enterprises de alto nivel que fue delegado a trabajar en la División de Ciencias Aplicadas de la compañía, donde conduce estudios avanzados en bioquímica e ingeniería mecánica. Fox le provee a Bruce la mayoría del equipo necesario para llevar a cabo la misión de Batman y es promovido a director ejecutivo cuando Bruce toma el control de la compañía para el final de la película. Freeman fue la primera y única opción de Goyer para el papel.[15]
- Ken Watanabe como el señuelo de Ra's al Ghul.[28]

Entre otros miembros del reparto se encuentran Mark Boone Junior como el corrupto compañero de Gordon, el Detective Arnold Flass; Larry Holden como el fiscal del distrito Carl Finch; Colin McFarlane como el comisionado de policía Gillian B. Loeb; Christine Adams como Jessica, la secretaria de Lucius Fox; Linus Roache y Sara Stewart como Thomas y Martha Wayne, los padres de Bruce; Richard Brake como Joe Chill, asesino de los Wayne; Gerard Murphy como Faden, el corrupto juez de la Corte Suprema; Charles Edwards como un ejecutivo de Wayne Enterprises; Tim Booth como Victor Zsasz; Rade Šerbedžija como un vagabundo, que es la última persona en conocer a Bruce cuando abandona Gotham, y el primer civil en ver a Batman; John Nolan, hermano de Christopher Nolan, como Douglas Fredericks, directivo de Wayne Enterprises; y Risteárd Cooper y Andrew Pleavin como policías uniformados. Los actores Jon Foo, Joey Ansah, Spencer Wilding, Dave Legeno y Khan Bonfils, entre otros, aparecieron como miembros de la Liga de las Sombras.

## Producción

### Desarrollo
En enero de 2003, Warner Bros. contrató al director de Memento Christopher Nolan para dirigir una película de Batman sin título, y David S. Goyer se unió para escribir el guion dos meses después. El cineasta dijo que su intención de reinventar la franquicia de Batman era «hacer los orígenes del personaje, lo que es una historia que nunca antes fue contada», agregando que la humanidad y el realismo serían las bases de la película de origen y que «el mundo de Batman es el de la realidad fundamentada. [...] será una realidad reconocible y contemporánea contra la cual surge una extraordinaria figura heroica». Goyer dijo que el objetivo de la película era que a la audiencia le importara tanto Batman como Bruce Wayne. El director sintió que las películas anteriores fueron ejercicios de estilo en vez de drama, y describió que su inspiración fue la película de 1978 de Richard Donner Superman: The Movie, en su enfoque de desarrollar el crecimiento del personaje. También similar a dicha cinta, quería un elenco secundario de estrellas para Batman Begins, para dar una sensación más épica y mayor credibilidad a la historia.
El «punto de partida» inspirador del cineasta fue El hombre que cae, un cuento de Dennis O'Neil y Dick Giordano sobre los viajes de Bruce por el mundo. La primera escena de la película del joven Bruce Wayne cayendo en un pozo fue adaptada de dicha obra. Batman: The Long Halloween, escrito por Jeph Loeb e ilustrado por Tim Sale, influenció a Goyer en la escritura del guion, con el villano Carmine Falcone como uno de los varios elementos que extrajo del «enfoque sobrio y serio» del cómic. Los guionistas consideraron tener a Harvey Dent en la película, pero lo reemplazaron con el nuevo personaje Rachel Dawes cuando se dieron cuenta de que «no podrían hacerle justicia». Aaron Eckhart más tarde interpretó al personaje en la secuela de 2008, The Dark Knight. El cómic que sigue a Halloween, Batman: Dark Victory, también sirvió como influencia. Goyer optó por usar la ausencia de Bruce por varios años presentada en Batman: año uno, de Frank Miller, para ayudar a establecer algunos de los eventos de la película en los años transcurridos. Además, el Sgto. James Gordon de la película se basó en su encarnación del cómic como se ve en dicha obra. Los guionistas de Batman Begins también usaron el recurso argumental de la historieta de Miller, que era sobre una fuerza policial corrupta que llevó a que Gordon y Gotham City necesiten a Batman.
Una idea común en los cómics es que Bruce vio una película del Zorro con sus padres antes de que los asesinaran. Nolan explicó que ignorando esa idea —la cual, según él, no se encuentra en las primeras apariciones de Batman— se enfatizaba la importancia de los murciélagos para Bruce y que convertirse en un superhéroe es una idea completamente original de su parte. Es por esta razón que cree que no existen otros personajes de DC en el universo de su película; por otra parte, las razones de Wayne de asumir el puesto de vigilante disfrazado habría sido muy diferente.

### Rodaje
El rodaje comenzó el 9 de febrero de 2004 en el glaciar Vatnajökull en Islandia (sustituyendo a Bután). El equipo construyó un pueblo y la puerta frontal del templo de Ra's, así como una calle para acceder al área remota. El clima fue problemático, con vientos de 120 km/h, lluvias y falta de nieve. Una toma que Wally Pfister había planeado realizar usando una grúa tuvo que llevarse a cabo con cámara en mano.
Buscando inspiración de Superman: The Movie y otras superproducciones de fines de la década de 1970 e inicios de 1980, el director basó la mayoría de la producción en Inglaterra, específicamente los Estudios Shepperton. Un set de la Batcueva se construyó allí, que medía 76 m de largo, 37 m de ancho, y 12 de alto. El diseñador de producción Nathan Crowley instaló doce bombas para crear una cascada de más de 50.000 litros de agua, y construyó rocas usando modelos de cuevas reales. En enero de 2004, Warner Bros. alquiló un hangar para aviones en Cardington, Bedfordshire, durante abril de 2004 y, convertido en un estudio de sonido de 275 m, fue donde se realizó el rodaje del barrio pobre de «los Estrechos» y las patas del monorraíl.
Nolan y Crowle eligieron las Torres Mentmore de veinte locaciones distintas para la Mansión Wayne, ya que les gustaron sus pisos blancos, que daban la impresión de la mansión como un homenaje a los padres de Wayne. Para representar el Asilo Arkham, eligieron el edificio del Instituto Nacional de Investigación Médica en Mill Hill, en el noroeste de Londres, y la estación de St. Pancras con las estaciones de bombeo Abbey Mills para los interiores de Arkham. El Colegio Universitario de Londres fue usado para los tribunales. Algunas escenas, incluyendo la persecución del Acróbata, se rodaron en Chicago en ubicaciones como Lower Wacker Drive y 35 East Wacker. Las autoridades acordaron levantar el Franklin Street Bridge para una escena donde el acceso a los Estrechos está cerrado.
A pesar de la oscuridad de la película, el director quería hacer que la película atrajera a un amplio rango de edades. «No los niños más pequeños obviamente, pienso que lo que hicimos probablemente es un poco intenso para ellos, pero ciertamente no quería excluir a los niños de diez a doce años, porque de niño yo habría amado ver una película como esta», aseguró Nolan. Debido a esto, eligió no filmar nada sangriento.. Finalmente, el rodaje concluyó el 13 de junio de 2004 en Chicago.

### Diseño
Nolan usó la película de ciencia ficción de culto de 1982 Blade Runner como una fuente de inspiración para Batman Begins, y se la proyectó al director de fotografía Wally Pfister y otras dos personas más para mostrar la actitud y el estilo que quería que tuviera a la cinta. El director describió el mundo de la película como «una interesante lección de la técnica de explorar y describir un universo creíble que parece no tener límites», una lección que aplicó a la producción de Batman Begins.
Trabajó con el diseñador de producción Nathan Crowley para crear el aspecto de Gotham City, quien construyó un modelo de la ciudad que llenaba el estacionamiento del realizador. Ambos la diseñaron como un área metropolitana grande y moderna que reflejaría los varios periodos de arquitectura que la ciudad había atravesado. Tomaron elementos de Nueva York, Chicago y Tokio; la última por sus elevadas autopistas y monorrieles. Los Estrechos se basaron en la naturaleza marginal de la ciudad amurallada de Kowloon en Hong Kong.

#### Acróbata

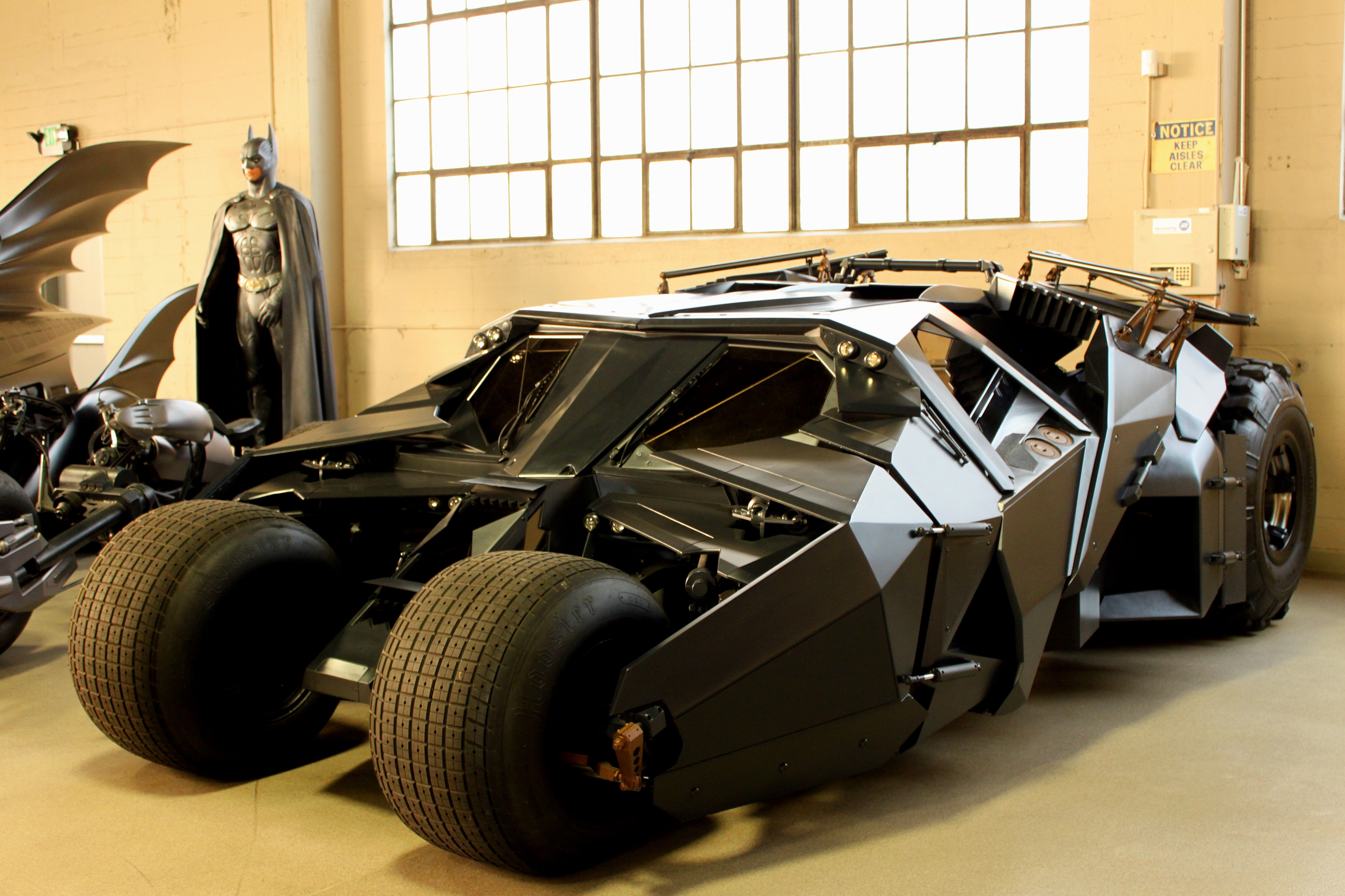
El Acróbata, el Batimóvil usado en la trilogía de The Dark Knight en el Tour VIP de los Estudios Warner Bros., Hollywood, California, EE. UU.

Crowley inició el proceso de diseñar el Acróbata para la película mediante la mezcla de modelos, y usó el cono de la trompa de un modelo P-38 Lightning para servir como el chasis del motor de turbina del nuevo Batimóvil. Se construyeron seis modelos a escala 1:12 en el transcurso de cuatro meses. Luego de la creación de éstos, un equipo de más de 30 personas, entre ellos Crowley y los ingenieros Chris Culvert y Annie Smith, esculpieron una réplica de tamaño real del Acróbata a partir de un gran bloque de poliestireno extruido en dos meses.
El modelo de dicho material fue usado para crear un «marco de prueba», que tenía que superar diversos estándares: tener una velocidad de más de 160 km/h, ir de 0 a 100 km/h en 5 segundos, poseer un sistema de dirección para hacer curvas pronunciadas en las esquinas urbanas, y resistir un lanzador autopropulsado de más de 9 m. En la primera prueba de salto, la parte delantera se colapsó y tuvo que ser completamente reconstruida. La configuración básica del Acróbata nuevamente diseñado incluía un motor V8 Chevy de 5,7 litros, un eje de camión para el eje trasero, neumáticos delanteros de Hoosier (que en realidad son neumáticos de carreras de tierra usados en la parte posterior derecha para autos de velocidad de ruedas abiertas), cuatro neumáticos traseros 44/18.5-16.5 Interco Super Swamper TSL — 112 cm de alto y 47 cm de ancho, montados en una rueda de 42 cm — y un sistema de suspensión de camiones de carreras Baja. El proceso de diseño y desarrollo tomó nueve meses y costó varios millones de dólares.
Con el proceso de diseño completo, se fabricaron cuatro autos de carreras, cada uno con 65 paneles y con un costo de USD 250 000 para construirse. Dos de los cuatro autos eran versiones especializadas. Una versión tenía hidráulicos y aletas para detallar las tomas de primer plano donde el vehículo se propulsaba en el aire. La otra versión tenía un verdadero motor de jet montado encima, propulsado por seis tanques de propano. La visibilidad desde el interior era reducida, así que se conectaron monitores a cámaras en el exterior. Los conductores profesionales de los Acróbatas practicaron conduciendo las distintas versiones por seis meses antes de conducir en las calles de Chicago para las escenas de la película.
El interior del Acróbata era un set de estudio inmóvil y no el interior real de uno apto para la calle. La cabina era muy grande para caber en las cámaras para las escenas rodadas en el interior del Batimóvil. Además, otra versión del vehículo era un modelo en miniatura en una escala 1:6 del real. Este modelo en miniatura tenía un motor eléctrico y fue usado para mostrar al automóvil volando por barrancos y entre edificios. Sin embargo, se usó el verdadero para la secuencia de la cascada.

#### Batitraje
Los cineastas quisieron crear un Batitraje muy móvil que le permitiera al usuario moverse fácilmente para luchar y agazaparse. Las encarnaciones en películas anteriores del Batitraje habían sido rígidas y especialmente restrictivas del movimiento completo de cabeza.
La diseñadora de vestuario Lindy Hemming y su equipo trabajaron en el Batitraje en un taller de efectos especiales con el nombre en código «Ciudad del Cabo», un compuesto protegido ubicado en los Estudios Shepperton, Londres. El diseño básico era un traje interno de neopreno, formado uniendo secciones de látex moldeadas. Christian Bale fue moldeado y esculpido antes de su entrenamiento físico para que el equipo pudiera trabajar en un molde de cuerpo completo. Para evitar imperfecciones debido a esculpir con arcilla, se usó plastilina para suavizar la superficie. Además, el equipo preparó diferentes mezclas de espuma para encontrar la que fuera más flexible, ligera, duradera y oscura. Lo último presentó un problema, ya que el proceso para oscurecer la espuma redujo la durabilidad de ella.
El director quería tener una «capa fluida [...] que sople y fluya como lo hace en muchas de las grandes novelas gráficas», así que el equipo de Hemming creó la capa de su propia versión de nailon de paracaídas que tenía unión electrostática, un proceso que compartió con el equipo el Ministerio Británico de Defensa. La policía de Londres usó el proceso para minimizar la detección de visión nocturna. Para cubrir la capa, Nolan, Hemming y el supervisor de efectos de vestuario Graham Churchyard diseñaron una cogulla, lo suficientemente delgada para permitir el movimiento pero suficientemente gruesa para evitar la formación de arrugas cuando Bale girara su cabeza. Churchyard explicó que dicha prenda estaba diseñada para mostrar a «un hombre con angustia», para poder revelar a su personaje a través de la máscara.

#### Lucha coreografiada
En la lucha coreografiada se usó el método de combate Keysi, que se hizo famoso gracias a esta película y su secuela, The Dark Knight. Sin embargo, la disciplina sufrió modificaciones en The Dark Knight Rises debido a la edad y condición física de Batman y para concordar con el estilo de lucha de Bane. El método es un sistema de defensa personal cuyo entrenamiento se basa en el estudio y cultivo de instintos naturales.

#### Efectos especiales
Para Batman Begins, Nolan prefirió acrobacias tradicionales en vez de imágenes generadas por computadora. Se usaron modelos a escala para representar los Estrechos y el templo de Ra's al Ghul. Hubo, sin embargo, varias tomas que fueron imágenes compuestas por gráficos por computadora; es decir, una imagen compuesta por múltiples imágenes. Entre los ejemplos se encuentran el contorno de Gotham, tomas exteriores de la Torre Wayne, y algunas de las tomas exteriores del monorriel. La escena climática mezcló imágenes reales, modelos, e imágenes generadas por computadora.
Los murciélagos fueron completamente digitales (excepto en las tomas con solo uno o dos de ellos), ya que se decidió que dirigir números grandes de ellos en el set sería problemático. Se escanearon varios especímenes muertos para crear modelos digitales. Se recrearon locaciones y sets en la computadora para que no se vieran superfluos una vez incorporados en la película terminada.

### Música
Hans Zimmer y James Newton Howard se encargaron de la música de Batman Begins. El director originalmente invitó a Zimmer para realizar la música, quien le preguntó si podía invitar a Howard para trabajar juntos, ya que siempre habían planeado una colaboración. Ambos compositores colaboraron en temas separados para la «doble personalidad» de Bruce Wayne y su alter ego, Batman. Los dos comenzaron a componer en Los Ángeles y se fueron a Londres, donde se quedaron por doce semanas para completar la mayoría de su obra. El dúo buscó inspiración para dar forma a la banda sonora mediante visitas a los sets de filmación de la cinta.
Zimmer quería evitar componer algo que otro hubiera hecho para películas de Batman anteriores, así que la música se convirtió en una amalgama de orquesta y música electrónica. La primera de ellas, de noventa piezas, se desarrolló con miembros de varias orquestas de Londres, y Zimmer optó por usar más del número normal de violonchelos. Además, decidió reclutar a un niño soprano para ayudar a reflejar la música en algunas de las escenas de la película donde aparecen recuerdos trágicos de los padres de Bruce Wayne. «Está cantando una canción bastante bonita y luego queda atascado, está como congelado, su desarrollo se detiene», dijo el compositor. También intentó agregar una dimensión humana a Batman, cuyo comportamiento sería típicamente visto como «psicótico», a través de la música. Zimmer y Howard colaboraron para crear 2 horas y 20 minutos de música para la película, con el primero componiendo las secuencias de acción y el segundo centrándose en las escenas dramáticas.

## Estreno

### Crítica

#### Anglosajona
El sitio web Rotten Tomatoes informó que el 85 % de los críticos reaccionaron de manera positiva a la película, con una puntuación promedio de 7.7/10 basada en 266 reseñas. El consenso del sitio dice: «Melancólica y oscura, pero también emocionante e inteligente, Batman Begins es una película que comprende la esencia de uno de los superhéroes definitivos». Metacritic le dio a la cinta una puntuación promedio normalizada de 70 de 100, basada en 41 reseñas. Además, fue un éxito con las audiencias, recibiendo una «A» en la encuesta de CinemaScore.
James Berardinelli aplaudió la obra de Nolan y Goyer por crear más comprensión sobre «quién es [Batman] y qué lo motiva», algo que en su opinión le había faltado a la película de Tim Burton; al mismo tiempo, sintió que el aspecto romántico entre Bale y Holmes no funcionó debido a que a los actores les faltaba la química que Christopher Reeve y Margot Kidder (Superman: The Movie), o Tobey Maguire y Kirsten Dunst (Spider-Man) compartían en sus respectivos papeles. Según Total Film, el director logra crear personajes y una historia tan fuertes que las secuencias de acción del tercer acto no se comparan con «el escalofrío de dos personas hablando», y la subtrama romántica entre Katie Holmes y Christian Bale tiene una chispa «refrescantemente libre de los quejidos al estilo Peter Parker/Mary Jane».
Kenneth Turan, de Los Angeles Times, que sintió que la cinta inició lentamente, dijo que la «historia, psicología y realidad, no efectos especiales» proporcionaron la oscuridad tras el arsenal de Batman; también notó que Neeson y Holmes, al contrario de la habilidad de Batman de «sentir su papel en sus huesos», no parecen encajar en sus respectivos personajes en «ser tanto arquetipos de cómic como personas reales». David Denby, de The New Yorker, no compartió la opinión de Berardinelli y Turan, pues no quedó impresionado con la película, comparándola con las dos películas de Tim Burton, y diciendo que la presencia de Christian Bale quedó obstaculizada por la «aburrida seriedad del guion», el clímax final fue «cursi y aburrido», y que el realizador había recurrido a imitar la «falsedad» usada por otros cineastas al rodar escenas de acción.
Michael Wilmington, del Chicago Tribune, creyó que Nolan y Goyer lograron «mezclar con comodidad el drama atormentado y los motivos de venganza con chistes alegres y alusiones a los cómics», y que el director saca a la serie de las «enérgicas fiestas de chistes de Hollywood» en las que la franquicia había caído. El escritor y editor de cómics Dennis O'Neil dijo que «sintió que los cineastas realmente entendieron al personaje que estaban traduciendo», citando esta película como la mejor cinta de Batman de acción en vivo. En contraste, J.R. Jones, del Chicago Reader, criticó el guion, al realizador y al guionista por no estar a la altura de «lo importante que es explorar la dañada psique de Batman». Roger Ebert, que le dio reseñas mixtas a las películas anteriores, y exclamó en su reseña de Batman Begins que él no creía que el negro funcione en películas de superhéroes, escribió que esta fue «la película de Batman que he estado esperando; más correctamente, esta es la película que no me di cuenta que estaba esperando». Dándole cuatro estrellas de cuatro, elogió las representaciones realistas del arsenal de Batman —el Batitraje, la Baticueva, el Acróbata y la Batiseñal— así como el enfoque en «la historia y el personaje» con menos enfoque en «acción de alta tecnología».
Al igual que Berardinelli, Mike Clark, de USA Today, pensó que Bale efectuó el papel de Batman tan bien como lo hizo con Patrick Bateman en American Psycho, pero que la relación entre Bruce Wayne y Rachel Dawes fue «frustrantemente subdesarrollada». Kyle Smith pensó que el protagonista exhibió «tanto la amenaza como el ingenio que mostró en su brillante actuación en American Psycho», y que la película funciona tan bien debido a su realismo, diciendo: «Batman comienza quitando cada capa de crimen en Gotham solo para descubrir un mal más enfermo y monstruoso debajo, su rancia ciudad simultáneamente invoca a la Nueva York de principios de los '90s, cuando los criminales retozaban por una suma de cinco asesinatos al día; la Nueva York de Serpico, cuando los policías estaban en venta; y hoy, cuando los psicópatas buscan matarnos a todos juntos en vez de uno por uno». En contraste, Stephanie Zacharek, de Salon.com, sintió que el director no proporcionó la profundidad emocional esperada de «uno de los superhéroes más conmovedores y torturados de todos»; pensó que Bale, al contrario que Michael Keaton, falló en conectarse con la audiencia bajo la máscara, pero que Gary Oldman logró la «complejidad emocional» donde el resto de la película fracasó.
Tim Burton, director de Batman y Batman Returns, dijo que «(el director )capturó el verdadero espíritu que este tipo de películas deberían tener hoy en día. Cuando hice Batman hace veinte años, en 1988 o algo así, era una época diferente en las películas de cómics. No se podía ir al lado oscuro de los cómics aún. En los últimos años eso se ha vuelto aceptable y Nolan realmente fue más a la raíz de lo que tratan los cómics de Batman.»

#### Hispanohablante
Al igual que en Norteamérica, la película recibió aclamación de la crítica en el mercado hispanohablante. E. Rodríguez Marchante, del periódico ABC, dijo que Nolan «ha cogido el murciélago por las alas para sublimar al personaje de cómic», y que en su obra «todo es humanamente magnífico, aunque aún más que el superhéroe resaltan los fondos de un[a] espectacular [Gotham] y las personalidades de los secundarios». El sitio La Off-Off-Crítica menciona que «Batman Begins recupera [aquella Gotham tan sombría] de las primeras entregas de Tim Burton, pero borrando también todo lo que estas tenían de infantil», agregando que esta versión del hombre murciélago es «la que menos espacio deja a la fantasía de todas las que se han visto en la gran pantalla». Sobre el enfoque del director, la página AlohaCriticón opinó que «se aleja de la bizarría con que se dibujaba a los villanos [...] y centra principalmente todo el entramado en la figura de Batman, pivotando sobre la naturaleza, instrucción, motivaciones del traumatizado Bruce Wayne y su conocido álter ego», añadiendo que «la historia cuenta con un guion bien conducido y estructurado aunque su desarrollo sea previsible», y que «la mirada es pausada cuando así se necesita para la construcción psicológica de su personaje central, y enérgica en los momentos de acción». Alejandro Franco, de Arlequín, comentó que la cinta «no consigue el equilibrio absoluto, pero se aproxima bastante», elogiando tanto la trama como las actuaciones, en especial la de Bale, a quien calificó como «el Batman definitivo».
En una reseña un tanto más mixta, CINeol comenta que «la versión de Nolan es más fiel al personaje y supone un nuevo comienzo de la saga en la dirección correcta», aunque la compara de manera negativa con la película de Burton, agregando que el director «se muestra demasiado convencional a la hora de rodar las escenas de acción». Javier Ocaña, del diario El País, mencionó que el realizador «piensa que tiene virtudes de aportar a la tipología del personaje y al círculo vital donde este se desarrolla. Y da fe de que, a lo largo de buena parte de la película, lo demuestra». En cuanto a las distintas partes de la cinta, el sitio agrega que «los 50 primeros minutos de Batman Begins, los que ilustran el origen del protagonista [...] son magníficos. [...] Sin embargo, es enfundarse Christian Bale el disfraz de Batman, y la película se viene abajo porque se convierte en más de lo mismo».

### Temas
El escritor de cómics y autor Danny Fingeroth argumenta que un tema fuerte en la película es la búsqueda de Bruce por una figura paterna, diciendo: «[Alfred] es el buen padre del que Bruce pasa a depender. El verdadero padre de Bruce murió antes de que pudieran establecer una relación adulta, y el Ducard de Liam Neeson es severo y exigente, didáctico y desafiante, pero no una figura paterna, sin nada de simpatía. Si Bruce es el hijo de alguien, es el de Alfred. El Lucius de [Morgan] Freeman es frío e imperturbable, otra ancla estable en la vida de Bruce». El bloguero Mark Fisher dice que la búsqueda de Bruce de justicia requiere que aprenda de una figura paterna apropiada, con Thomas Wayne y Ra's al Ghul siendo dos contrapuntos. Alfred provee una figura materna de amor incondicional, a pesar de la falta general de enfoque en una figura materna en la vida de Bruce.
Fingeroth también argumenta que un tema principal en la película es el miedo, que da soporte a la historia de Bruce Wayne convirtiéndose en héroe. El director dijo que la idea detrás de la película era «una persona que confrontaría su miedo más profundo y luego trataría de convertirse en él». También se refirió a la representación de la película como «el hombre con miedo; pero que se eleva por encima de él». El tema del miedo es personificado más profundamente por el Espantapájaros. La película retrata cómo el miedo puede afectar a todas las criaturas sin importar el poder. Se ven alusiones al miedo a lo largo de ella, desde que Bruce conquista a sus demonios y se convierte en Batman, hasta el Espantapájaros y su mortal toxina del terror. Las macabras imágenes distorsionadas presentadas en las alucinaciones inducidas por la toxina del Espantapájaros también expresan la idea del temor hasta el extremo.
El crítico Brian Orndorf consideró a Batman Begins «feroz» y «demostrativa de raíz», dándole a la película una abundancia de seriedad y energía. Se aleja de la ligereza de la película de Batman de Joel Schumacher de 1997, Batman y Robin, que tuvo chistes breves estilo camp a lo largo de ella. El tema del miedo se intensifica con la ayuda de la banda sonora de Zimmer y Howard, que también «evita temas heroicos tradicionales». También contrario a las películas de Batman anteriores, solo se aborda ligeramente una investigación psicológica de la doble personalidad de Bruce Wayne en el Batitraje. El crítico notó que es un «personaje que constantemente se esfuerza por hacer lo correcto, no desgastado por reexaminación incesante».

### Premios y nominaciones
La película recibió tres Premios Saturn en 2006: mejor película de fantasía, mejor actor para Christian Bale, y mejor guion para Nolan y Goyer. Wally Pfister fue nominado a mejor fotografía en los 78° Premios Óscar, recibiendo la única nominación a un Óscar de la película. Recibió tres nominaciones en los 59° Premios BAFTA: a mejor diseño de producción (Nathan Crowley), mejor sonido (David Evans, Stefan Henrix y Peter Lindsay) y mejores efectos visuales (Janek Sirrs, Dan Glass, Chris Corbould y Paul Franklin). Solo meses después de su estreno, los lectores de Empire votaron a Batman Begins como la 36° mejor película de todos los tiempos. En 2006, la American Society of Composers, Authors and Publishers honró a James Newton Howard, Hans Zimmer y Ramin Djawadi con un premio ASCAP por componer la música de una película que se convirtió en una de las más recaudadoras de 2005. Christian Bale luego ganaría un MTV Movie Award al mejor héroe. Sin embargo, la actuación de Katie Holmes no fue bien recibida, y fue nominada a un Premio Golden Raspberry a la peor actriz de reparto. Batman Begins ganó el premio Total Film elegido por los fanes a la mejor película.
En noviembre de 2008, Empire colocó a Batman Begins en el puesto #81 en su lista de las 500 mejores películas de todos los tiempos. En mayo de 2014, la misma revista situó a la cinta en el 138.º puesto en su lista de las 301 mejores películas de todos los tiempos, votada por los lectores de la revista.

### Taquilla
Batman Begins se estrenó el 17 de junio de 2005 en 3858 salas de cine de Estados Unidos y Canadá, incluyendo 55 cines IMAX. La película estuvo en el primer puesto en su primer fin de semana, acumulando USD 48 millones, lo que, según Box Office Mojo, fue «fuerte pero no impresionante para los estándares taquilleros instantáneos» de ese momento. La recaudación de cinco días de la película fue de USD 72,9 millones, superando a Batman Forever (1995) como la más alta de la franquicia. La cinta también rompió el récord de estreno de cinco días en los 55 cines IMAX, recaudando USD 3,16 millones. Los cinéfilos encuestados calificaron a la película con una A, y según las encuestas del estudio, consideraron al filme el mejor de Batman. La demografía de la audiencia fue un 57 % hombres y un 54 % de personas de más de 25 años.
La película mantuvo su lugar en la cima por otro fin de semana, acumulando USD 28 millones en una caída del 43 % de su primer fin de semana. Batman Begins finalmente recaudó USD 205 millones en Norteamérica y tuvo un total internacional de USD 373 millones. Es la cuarta película más recaudadora de la franquicia, hasta agosto de 2012, detrás de Batman de Tim Burton, que recaudó USD 411 millones mundialmente, y de sus secuelas The Dark Knight y The Dark Knight Rises, ambas de las cuales ganaron más de USD 1000 millones. En promedio, la cinta ganó USD 12 634 por cine en su primer fin de semana. Se estrenó en más cines, pero vendió menos entradas que las otras películas de Batman anteriores, con la excepción de Batman y Robin. Fue la octava película con mayor recaudación de 2005 en Estados Unidos.

### Versión casera
El DVD de Batman Begins fue lanzado el 18 de octubre de 2005, tanto en edición de un disco como en edición deluxe de dos discos, y también en formatos VHS y UMD Video. Además de la película, la edición deluxe contenía cortometrajes y otro material bonus. La edición contenía un pequeño cuaderno de bolsillo, la primera historia de Batman, que aparece en Detective Comics #27, así como El hombre que cae y un extracto de Batman: The Long Halloween. La cinta llegó al primer lugar en ventas y rentas nacionales en octubre de 2005, siendo el DVD más vendido del cuarto bimestre de 2005. Recaudó USD 11,36 millones en ingresos de rentas, y mantuvo su posición en la cima de las ventas por otra semana, pero cayó al segundo lugar tras Bewitched en rentas de video. La película había producido USD 167 millones en ventas de DVD para agosto de 2006.
Batman Begins fue lanzada en HD DVD el 10 de octubre de 2006. Un set de regalo de edición limitada de la película salió a la venta en DVD y Blu-ray el 8 de julio de 2008, para coincidir con el estreno de The Dark Knight, que llegó a los cines diez días después.. Debido al exitoso desempeño taquillero de The Dark Knight, desde entonces el DVD de Batman Begins ha visto un aumento tanto en ventas como en rentas.

## Impacto
Shawn Adler, de MTV, dijo que Batman Begins anunció una tendencia de películas de géneros más oscuros, que vuelven a contar historias de origen o las reinician por completo. Los ejemplos que él citó fueron Casino Royale, así como las franquicias en desarrollo en ese momento como RoboCop, Red Sonja y Grayskull. Entre los cineastas, guionistas, productores y actores que han mencionado a Batman Begins o The Dark Knight para describir a sus proyectos se encuentran Jon Favreau con Iron Man; Edward Norton con The Incredible Hulk; McG con Terminator Salvation; Alan Taylor con Terminator Génesis; Damon Lindelof con Star Trek y Star Trek: en la oscuridad; Robert Downey Jr. con Sherlock Holmes; Lorenzo di Bonaventura con G.I. Joe: The Rise of Cobra; Hugh Jackman con X-Men Origins: Wolverine,; Matthew Vaughn con X-Men: primera generación; Rupert Wyatt con Rise of the Planet of the Apes; Kevin Tancharoen con Mortal Kombat; Sam Mendes con Skyfall; Alex Kurtzman con Van Helsing; Andrew Kreisberg con Arrow; Gareth Edwards con Godzilla; Mark Wahlberg con The Roman; Marc Webb como The Amazing Spider-Man; y Marcus Dunstan y Patrick Melton con una potencial adaptación de God of War.